# Portrait de Philippe IV en chasseur
Ne doit pas être confondu avec Philippe IV en costume de chasseur.
Portrait de Philippe IV en chasseur – ou simplement Philippe IV en chasseur – est un tableau réalisé par le peintre espagnol Diego Vélasquez vers 1634-1636. De format vertical, cette huile sur toile est un portrait de Philippe IV en chasseur. Le roi d'Espagne y figure en pied sous un arbre devant un paysage, un fusil à la main droite et un chien en position assise, près de sa jambe droite, dans l'angle inférieur gauche de la composition.
L'œuvre est une variante désormais considérée comme autographe de Philippe IV en costume de chasseur, une peinture conservée au musée du Prado, à Madrid. Partie des collections du musée du Louvre, à Paris, elle se trouve depuis 1949 en dépôt au musée Goya de Castres, dans le Tarn, également en France,.

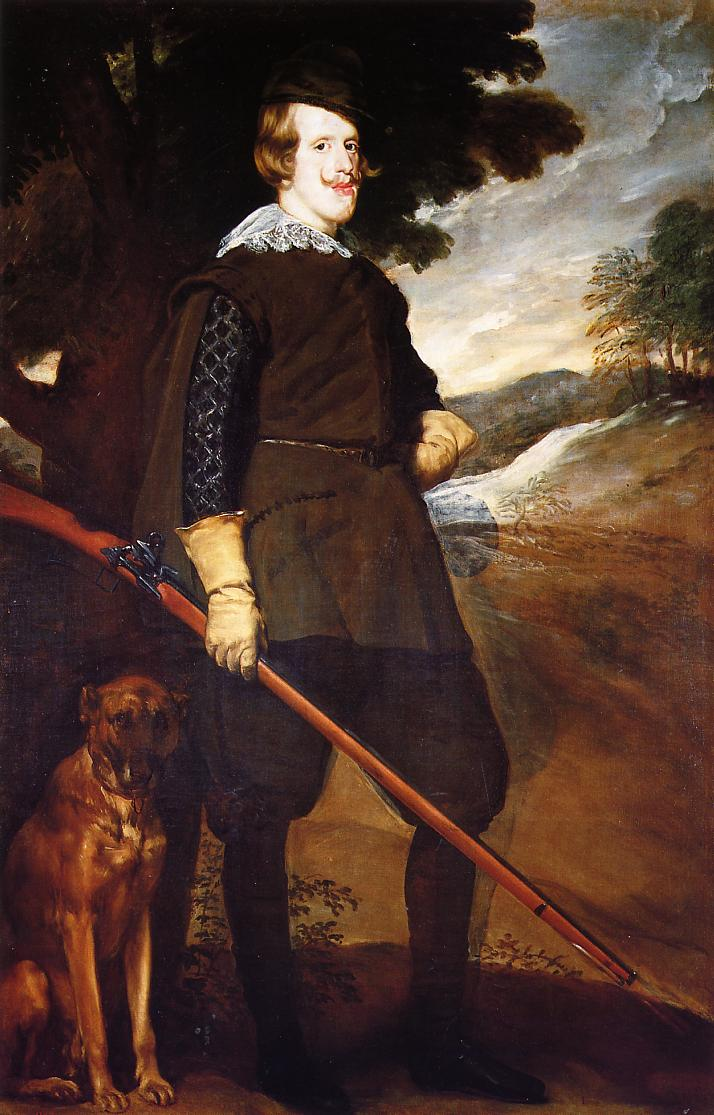
Philippe IV en costume de chasseur, 1632-1634 – Musée du Prado, Madrid.